# Hasslö
Hasslö est une localité de Suède dans la commune de Karlskrona du comté de Blekinge. En 2010, 1 628 personnes y vivent.

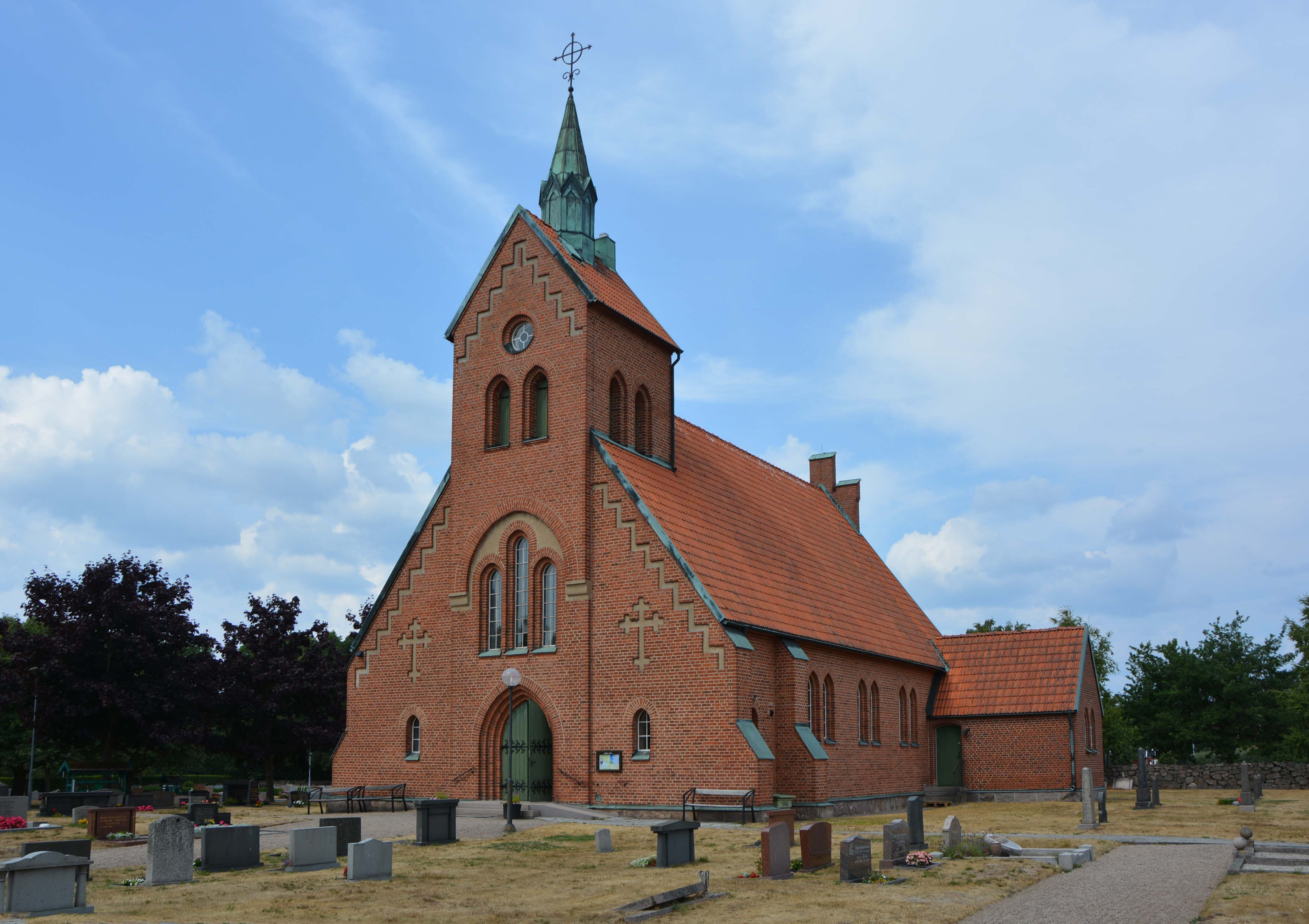
L'église.